# Lee Hills
Lee Mark Hills (né le 3 avril 1990 à Croydon, dans le Grand Londres), est un footballeur anglais. Il joue depuis 2007 au poste de défenseur.

## Carrière
Lee Hills est formé à la Whitgift School de South Croydon avant de rejoindre le centre de formation de Wimbledon à l'âge de 9 ans. Après un transfert avorté à Arsenal, il rejoint le centre de formation de Crystal Palace. Il joue son premier match professionnel en octobre 2007, à l'âge de 17 ans.

## Statistiques
| Saison      | Club              | Pays         | Championnat       | Coupes nationales |
| ----------- | ----------------- | ------------ | ----------------- | ----------------- |
| 2007 - 2008 | Crystal Palace    | Championship | 12 matchs / 1 but | 1 match           |
| 2008 - 2009 | Crystal Palace    | Championship | 2 matchs          | 1 match           |
| 2008 - 2009 | Colchester United | League One   | 2 matchs          | -                 |
| 2008 - 2009 | Crystal Palace    | Championship | 12 matchs         | -                 |
| 2009 - 2010 | Crystal Palace    | Championship | 4 matchs          | -                 |
| 2009 - 2010 | Oldham Athletic   | League One   | 3 matchs          | 1 match           |
| 2009 - 2010 | Crystal Palace    | Championship | 15 matchs         | -                 |
| 2010 - 2011 | Crystal Palace    | Championship | -                 | -                 |
| 2011 - 2012 | Crystal Palace    | Championship | -                 | -                 |

Dernière mise à jour : 10 août 2011